# Сабиум
Сабиум — царь Вавилона, правил приблизительно в 1845 — 1831 годах до н. э., из I Вавилонской (аморейской) династии.

## Биография
Сын Суму-ла-Эля.
Под его правлением находилась вся северная область Двуречья, включая Куту (шумер. Гудуа) и Сиппар, на юг расширение покорённых краёв шло медленно. Южная граница Вавилонского царства проходила где-то чуть южнее Дильбата.
Сабиум помогал вождю племени ямутбала Кудурмабугу в его войне против Казаллу и Исина. В ходе этой войны город Казаллу был взят и разрушен. К концу его правления Вавилон не только не уступал, по силе государствам Верхней Месопотамии, но также и таким царствам Двуречья, как Иссин и Ларса.
Сабиум вёл широкую строительную деятельность. На 7-м году (около 1838 года до н. э.) он построил храм в Сиппаре. На 8-м (около 1837 года до н. э.) он обновил храм Ураша, главного божества Дильбата. Также занимался украшением своей столицы; на 9-м году (около 1836 года до н. э.) он построил для Мардука знаменитый храм Эсагилу (букв. «Дом поднятой головы»).
Правил Сабиум 14 лет.

## Список датировочных формул Сабиума
|                             | |
| 1 год 1845 / 1844 до н. э.  | a Год, когда Сабиум [стал] царём PSBA; 33 XLV 23 mu sa3-bu-um lugal b Год, когда царь Сабиум вошёл в дом своего отца (то есть занял его место — стал царём) VAS 8 8 mu sa3-bu-um lugal a-na e2 a-bi-szu i-ru-bu                                                                                   |
| 2 год 1844 / 1843 до н. э.  | a Год после года, когда царь объявил «справедливость» (то есть отменил долги и простил недоимки) BM 17084A mu wa-ar-ki szar-rum mi-sza-ra-am isz-ku-nu-u2 b Год, когда Сабиум построил городскую стену Кар-Уту (букв. «Крепость Шамаша (шум. Уту)») BE 6.1 10 mu bad3 kar-dutuki sa3-bu-um ba-du3 |
| 3 год 1843 / 1842 до н. э.  | Год после года, когда Сабиум построил городскую стену Кар-Уту RlA 2 176 54 mu us2-sa bad3 kar-dutuki sa3-bu-um ba-du3 |
| 4 год 1842 / 1841 до н. э.  | (Название года не сохранилось) mu ... |
| 5 год 1841 / 1840 до н. э.  | (Название года не сохранилось) mu ... |
| 6 год 1840 / 1839 до н. э.  | Год пахотных земель Gautier 10 mu a-gar3 |
| 7 год 1839 / 1838 до н. э.  | Год, когда армия Ларсы была поражена оружием CT 45 3 mu eren2 larsaki gisztukul ba-sig3 |
| 8 год 1838 / 1837 до н. э.  | a Год, когда царь Сабиум построил [храм] Эбаббар [для Шамаша] RlA 2 176 58 mu sa3-bu-um lugal-e e2-babbar-ra mu-un-du3-a b Год, когда различные драгоценные кубки были сделаны из камня для храма Шамаша BM 17312 mu e2-dutu ni3 na4 hi-a in-ne-ep-szu                                            |
| 9 год 1837 / 1836 до н. э.  | Год, когда [Сабиум] восстановил дом / храм Ибби-Анум RlA 2 176, 59 mu e2 i-bi2-a-nu-um mu-un-gibil |
| 10 год 1836 / 1835 до н. э. | Год, когда царь Сабиум построил [храм] Эсагилу (букв. «Дом поднятия головы к небу»). RlA 2 176, 60 mu sa3-bu-um lugal-e e2-sag-il2 mu-un-na-du3-a |
| 11 год 1835 / 1834 до н. э. | Год, когда Сабиум сделал статую из золота RlA 2 176, 61 mu alan ku3-sig17 sa3-bi-um mu-un-na-an-dim2-ma |
| 12 год 1834 / 1833 до н. э. | Год, когда городская стена Казаллу была разрушена RlA 2 176, 62 mu bad3 ka-zal-luki ba-hul |
| 13 год 1833 / 1832 до н. э. | Год, когда царь Сабиум углубил арык и канал А-aббa-хегаль (букв. «Изобилие А-aббa») RlA 2 176, 63 mu sa3-bi-um lugal-e e id2-a-ab-ba-he2-gal2 mu-un-si-ig |
| 14 год 1832 / 1831 до н. э. | Год после года, когда царь [Сабиум] углубил арык и канал А-aббa-хегаль RlA 2 176, 64 mu us2-sa lugal-e e id2-a-ab-ba-he2-gal2 mu-un-si-ig |
| a                           | Год, когда Сабиум для Уту, Мардука и города Сиппара … CT 4 53 mu dutu dmarduk sa3-bu-um u3 uruki zimbir ...-...-mu |
| b                           | Год, когда Сабиум сделал одежды для Набу BM 80107/8 mu tug2 dna-bi-um sa3-bi-um u2-sze-pi-szu |
| b+1                         | Год после года, когда Сабиум сделал одежды для Набу BM 80107/8 mu us2-sa tug2 dna-bi-um sa3-bi-um u2-sze-pi-szu |
| c                           | Год, когда Сабиум… BM 17384 mu du6? ug-gu? sa3-bi-um ka2 szar?-rum |